# واکنشگر المان
واکنشگر المان (به انگلیسی: Ellman's reagent) یک ترکیب شیمیایی با شناسه پاب‌کم ۶۲۵۴ است. 